# کارلوس دوم
کارلوس دوم اسپانیا (اسپانیایی: Carlos II‎؛ زاده ۶ نوامبر ۱۶۶۱ - درگذشته ۱ نوامبر ۱۷۰۰) یکی از پادشاهان اسپانیا بود که بین سپتامبر ۱۶۶۵ تا نوامبر ۱۷۰۰ بر اسپانیا فرمانروایی می‌کرد.